# Vlakhiótis
Vlakhiótis är en ort i Grekland.   Den ligger i prefekturen Lakonien och regionen Peloponnesos, i den södra delen av landet, 150 km sydväst om huvudstaden Aten. Vlakhiótis ligger 22 meter över havet och antalet invånare är 2 404.
Terrängen runt Vlakhiótis är platt söderut, men norrut är den kuperad. Vlakhiótis ligger nere i en dal. Runt Vlakhiótis är det ganska glesbefolkat, med 43 invånare per kvadratkilometer. Närmaste större samhälle är Gýtheio, 17,3 km sydväst om Vlakhiótis. 